# Basterotiidae
Basterotiidae zijn een familie van tweekleppigen uit de superorde Imparidentia.

## Taxonomie
De volgende geslachten zijn bij de familie ingedeeld:
- Anisodonta Deshayes, 1857
- Atopomya Oliver, 2013
- Basterotia M. Hörnes, 1859
- Basterotina Coan, 1999
- Ensitellops Olsson & Harbison, 1953
- Isoconcha Dautzenberg & H. Fischer in Pelseneer, 1911
- Paramya Conrad, 1860
- Physoida Pallary, 1900
- Saxicavella P. Fischer, 1878